# Roman Silberstein
Roman Silberstein (* 18. November 1932 in Berlin; † 27. April 2001 ebenda) war ein deutscher Schauspieler und Intendant.

## Leben
Als Bühnenschauspieler hatte Roman Silberstein Engagements unter anderem in Leipzig, in Halle am Landestheater Halle und in Berlin, dort am Maxim-Gorki-Theater und an der Volksbühne. Eine weitere Wirkungsstätte Silbersteins war das Gerhart-Hauptmann-Theater Görlitz-Zittau, dessen Geschicke er von 1982 bis 1988 als Intendant leitete.
Neben einigen Hörspielproduktionen des Rundfunks der DDR, war Silberstein seit Beginn der 1960er-Jahre auch regelmäßig auf dem Bildschirm präsent, unter anderem in den Krimiserien Der Staatsanwalt hat das Wort, Polizeiruf 110 und Blaulicht.
Ab den 1990er-Jahren war Silberstein als freier Schauspieler auf verschiedenen Bühnen bundesweit zu sehen, unter anderem in Münster oder Paderborn. 1999 erhielt er den Preis für den besten Darsteller des 18. NRW-Theatertreffens.
Das Grab Silbersteins befindet sich auf dem Berliner Zentralfriedhof Friedrichsfelde.

## Theater
- 1958: Heiner Müller: Lohndrücker – Regie: Günter Schwarzlose (Schauspielhaus Leipzig), Rolle: „Kolbe“
- 1961: William Shakespeare: Wie es euch gefällt – Regie: E. Schäfer (Gerhart-Hauptmann Theater Görlitz), Rolle: „Probstein“
- 1961: Bertolt Brecht: Die Dreigroschenoper – Musik: Kurt Weill, Regie: Wolfgang Pintzka (Gerhart-Hauptmann Theater Görlitz), Rolle: „Münz-Matthias“
- 1961: Ewan MacColl: Rummelplatz – Regie: Hans Dieter Mäde (Maxim Gorkim Theater Berlin), Rolle: Robbo
- 1962: Pavel Kohout: Die Reise um die Erde in 80 Tagen – Regie: Horst Schönemann (Maxim Gorkim Theater Berlin), diverse Rollen
- 1962: Helmut Sakowski: Steine im Weg – Regie: Ottofritz Gaillard (Maxim Gorkim Theater Berlin), Rolle: „Genossenschaftsbauer Robert“
- 1964: Claus Hammel nach Theodor Fontane: Frau Jenny Treibel oder Wo sich Herz zum Herzen find’t – Regie: Horst Schönemann (Maxim Gorkim Theater Berlin), Rolle: „Mr. Nelson aus Liverpool“
- 1965: Brendan Behan: Die Geisel – Regie: Horst Schönemann (Maxim Gorkim Theater Berlin), Rolle: „Freiwilliger“
- 1967: Armin Stolper: Amphitryon – Regie: Horst Schönemann (Landestheater Halle), Rolle: „Amphitryon“
- 1967: Bertolt Brecht: Herr Puntila und sein Knecht Matti – Regie: Christoph Schroth (Landestheater Halle), Rolle: „Matti“
- 1968: Friedrich Schiller: Die Räuber – Regie: Horst Schönemann (Landestheater Halle), Rolle: „Schweizer“
- 1968: Hermann Kant: Die Aula – Regie: Horst Schönemann, (Landestheater Halle), Rolle: „Riebenlamm“
- 1968: Martin Speer: Landshuter Erzählungen – Regie: Christoph Schroth (Landestheater Halle), Rolle: „Pflanzest (Vorarbeiter bei Grötziger)“
- 1969: Armin Stolper: Zeitgenossen – Regie: Christoph Schroth (Landestheater Halle), Rolle: „Minister“
- 1969: Gotthold Ephraim Lessing: Minna von Barnhelm – Regie: Schäfer (Landestheater Halle), Rolle: „Tellheim“
- 1970: Johann Wolfgang von Goethe: Faust I – Regie: Horst Schönemann (Landestheater Halle), Rolle: „Wagner“
- 1970: Die Anregung: Für Lehrende und Lernende – Regie: Horst Schönemann (Landestheater Halle)
- 1971: Maxim Gorki: Nachtasyl – Regie: Horst Schönemann (Landestheater Halle), Rolle: Wasjka Pepel (ein Dieb)
- 1971: Armin Stolper: Himmelfahrt zur Erde – Regie: Horst Schönemann (Landestheater Halle), Rolle: „Mitja“
- 1972: Ulrich Plenzdorf: Leiden des jungen W – Regie: Horst Schönemann (Landestheater Halle), Rolle: „Vater“ (Zweitbesetzung)
- 1973: Armin Stolper: Klara und der Gänserich – Regie: Ekkehard Kiesewetter (Landestheater Halle), Rolle: „Basdorf“
- 1974: Gotthold Ephraim Lessing: Nathan der Weise – Regie: Ulf Reiher (Landestheater Halle), Rolle: „Klosterbruder“
- 1983: Jura Soyer: Vineta-Weltuntergang – Regie: Lutz Günzel (Gerhart-Hauptmann Theater Görlitz), Rolle: „Jonny-Prof Guck“
- 1985: Bernhard Klaus Tragelehn: Was ihr wollt – Regie: Hamburger (Gerhart-Hauptmann Theater Görlitz), Rolle: „Tobi Rülp“
- 1992: Ágota Kristóf: John und Joe – Regie: Tobias Lenel (Modernes Theater Berlin), Rolle: „John“
- 1993: Armin Stolper: Alles geht, selbst ein Schwein, wenn man’s treibt (Musiktheater Görlitz)
- 1994: Ödön von Horváth: Kasimir und Karoline – Regie: Tobias Lenel (Staatstheater Darmstadt), Rolle: „Rauch“
- 1994: Manfred Kai: Die Eroberung des Südpols – Rergie: André Hiller (Mecklenburgisches Landestheater Parchim), Rolle: „Frankieboy Silberstein“
- 1997: Anton Pawlowitsch Tschechow: Die Möwe – Regie: Tobias Lenel (Pfalztheater Kaiserslautern), Rolle: „Jewgenij Sergejewitsch Dorn“
- 1998: Anton Tschechow: Ivanov – Regie: Thomas Bockelmann (Städtische Bühnen Münster), Rolle: „Pavel Kirillytsch Lebedev“
- 1998: Steve Martin: Picasso im ‚Lapin Agile‘ – Regie: Tobias Lenel (Städtische Bühnen Münster), Rolle: „Freddy“
- 1999: Ödön von Horváth: Kasimir und Karoline – Regie: Tobias Lenel (Städtische Bühnen Münster), Rolle: „Rauch“
- 1999: William Shakespeare: Ein Sommernachtstraum – Regie: Sylvia Richter (Städtische Bühnen Münster), Rolle: „Peter Squenz“
- 2000: Ödön von Horváth: Kasimir und Karoline – Regie: Tobias Lenel (Badisches Staatstheater Karlsruhe), Rolle: „Rauch“
- 2000: Gotthold Ephraim Lessing: Nathan der Weise – Regie: Jens Pallas (Westfälische Kammerspiele Paderborn), Rolle: „Nathan“

## Filmografie (Auswahl)
- 1958: Das Lied der Matrosen
- 1960: Zu jeder Stunde
- 1962: Jean Baras' große Chance
- 1963: Die Sommerfrische
- 1963: Die Reise um die Erde in 80 Tagen
- 1963–1964: Blaulicht (2 Folgen)
- 1964: Eine amerikanische Hochzeit
- 1965: Die Himmelfahrt der Galgentoni
- 1966: Spur der Steine
- 1967: Die Räuber (Fernsehfilm)
- 1969: Ungewöhnlicher Ausflug
- 1970: Der Streit um den Sergeanten Grischa
- 1970–1971: Zollfahndung (13 Folgen als Zollunterkommissar Pollner)
- 1972: Der Staatsanwalt hat das Wort – Alleingang
- 1972: Die Aula
- 1973: Zement
- 1974: Ich war in Honolulu – wetten?
- 1974: Wenn der Rosenkavalier kommt
- 1975: Broddi – Der Tischherr
- 1978: Jugendweihe
- 1979: Tull (Fernsehfilm)
- 1980: Der Staatsanwalt hat das Wort – In Kost und Logis
- 1981: Das tapfere Schneiderlein (Fernsehfilm)
- 1981: Polizeiruf 110 – Der Teufel hat den Schnaps gemacht
- 1982: Polizeiruf 110 – Der Unfall
- 1983: Polizeiruf 110 – Es ist nicht immer Sonnenschein
- 1990: Marie Grubbe
- 1992: Der Brocken
- 1992: Stilles Land
- 1993: Adamski
- 1996: Bruder Esel – Mut zum Glück
- 1997: Polizeiruf 110 – Der Tausch
- 1998: Wolffs Revier – Eiskalt

## Hörspiele
- 1962: Variante B – Autor: Daniil Granin – Regie: Helmut Hellstorff
- 1962: Das Wassermärchen – Autor: Herbert Friedrich – Regie: Uwe Haacke
- 1962: Hals- und Beinbruch – Autor: Wiktor Rosow – Regie: Fritz Göhler
- 1962: Das andere Ufer – Autor: Hans Pfeiffer – Regie: Fritz Göhler
- 1965: Der Fall Haberkorn – Autor: C. U. Wiesner – Regie: Flora Hoffmann
- 1967: Regina B. – Ein Tag in ihrem Leben – Autor: Siegfried Pfaff – Regie: Ernst-Fritz Fechner
- 1974: Morgen um diese Zeit – Autor: Ngugi Wa Thiongo – Regie: Peter Groeger